# Weinbergkirche (Wien-Döbling)

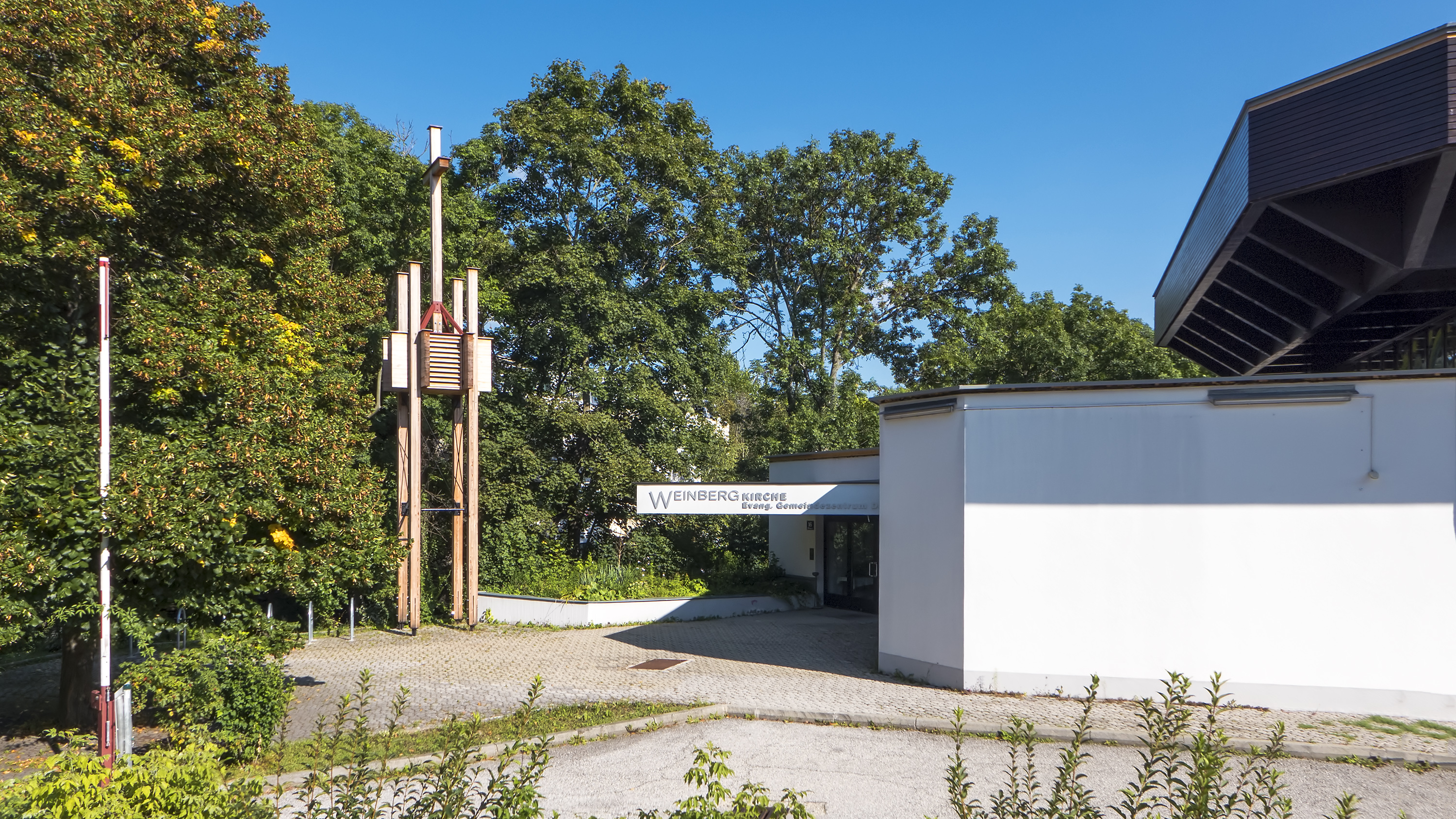
Die Nordseite der Kirche

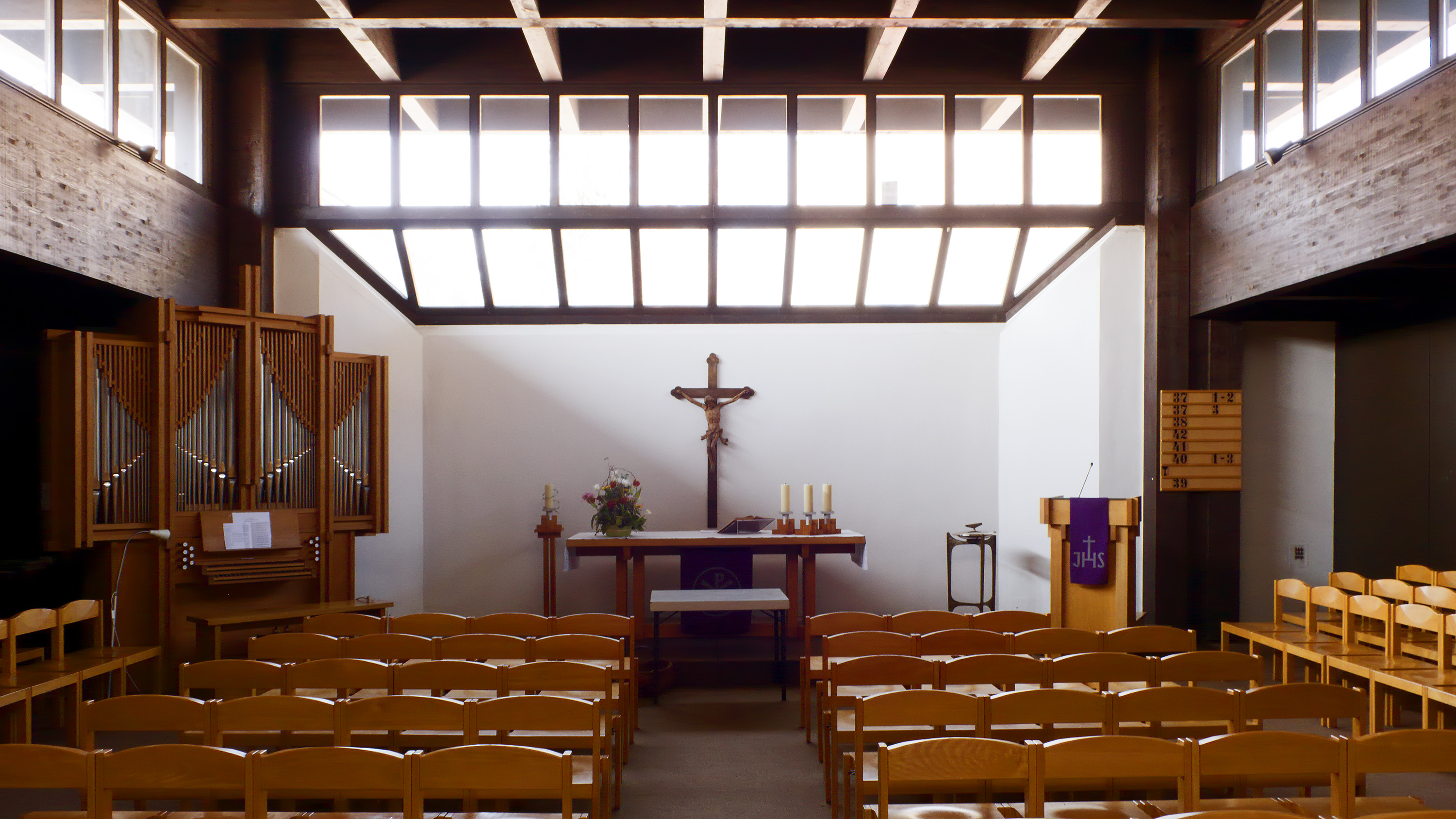
Der Kirchenraum

Die Weinbergkirche ist eine Pfarrkirche der Evangelischen Kirche Augsburger Bekenntnisses im Bezirksteil Sievering im 19. Wiener Gemeindebezirk Döbling, Börnergasse 16.

## Geschichte
Die Döblinger Pfarre entstand aus einer Tochtergemeinde der Pfarre Währing in der Lutherkirche. Sie wurde 1965 unabhängig und war zunächst in angemieteten Räumen in der Kreindlgasse beheimatet. Nachdem ein günstiges Grundstück in der Börnergasse gefunden worden war, ließ die Gemeinde zwischen 1980 und 1981 nach Plänen der Architekten Alexander Marchart und Roland Moebius die Weinbergkirche errichten. Der Name der Kirche soll dabei die Verbindung zwischen dem Standort (einem ehemaligen Weinberg) und den biblischen Gleichnissen von Weinberg, Weinstock und Reben herstellen.

## Bauwerk
Die Weinbergkirche ist ein freistehender Gruppenbau. Der Grundriss des Hauptraums, der von Nebenräumen flankiert wird, stellt ein griechisches Kreuz dar. Über einem hochliegenden Fensterband befindet sich ein tief kassettiertes Holzflachdach, das auf vier Holzpfeilern ruht und weit vorkragt. Die Seitenräume sind flachgedeckt und weisen verglaste Außenwände auf. Das Altarkruzifix ist gotisierend gestaltet. Schiebewände ermöglichen eine vielseitige Verwendung des schlichten Kirchenraums für kleine und große Veranstaltungen. Im selben Bau und auf derselben Ebene sind weiters die Kanzleiräume untergebracht, im Untergeschoß gibt es einen Jugendraum und einen großen Gemeinschaftsraum.
Im freistehenden Glockenturm hängt eine Bronzeglocke, die im Ton e’’ erklingt. Sie wurde 1981 von der Glockengießerei Grassmayr gegossen und wiegt ca. 120 kg.